# Championnats de France de pétanque 2016
Navigation
Édition précédente Édition suivante
Les championnats de France de pétanque 2016 est une édition des championnats de France de pétanque. 

## Présentation
Cette compétition constitue la 71e édition du triplette sénior masculin, la 47e édition du doublette sénior masculin, la 51e édition du tête à tête sénior masculin, la 14e édition du triplette sénior féminin, la 41e édition du doublette sénior féminin, la 3e édition du tête à tête sénior féminin, la 24e édition du doublette sénior mixte, la 60e édition du triplette junior, la 48e édition du triplette cadet, la 33e édition du triplette minime et la 22e édition du triplette vétéran. Elle se déroule à Montauban (Tarn-et-Garonne) du 3 au 4 septembre 2016 pour le triplette sénior masculin et du 27 au 28 août 2016 pour le tête à tête sénior masculin et doublette sénior féminin ; à Lanester (Morbihan) du 10 au 11 septembre 2016 pour le doublette sénior masculin et tête à tête sénior féminin ; à Bagnols-sur-Cèze (Gard) du 2 au 3 juillet 2016 pour le triplette sénior féminin ; à Rumilly (Haute-Savoie) du 23 au 24 juillet 2016 pour le doublette sénior mixte ; à Varennes-sur-Allier (Allier) du 20 au 21 août 2016 pour le triplette junior, cadet et minime ; et à Guînes (Pas-de-Calais) du 11 au 12 juin 2016 pour le triplette vétéran.

## Palmarès
| Catégorie                   | Vainqueur(s)                                            | Finaliste(s)                                                    |
| --------------------------- | ------------------------------------------------------- | --------------------------------------------------------------- |
| Triplette sénior masculin   | Romain Fournie, Ludovic Montoro et Michel Hatchadourian | Sébastien Mirailles, Julien Bua et Christophe Trembleau         |
| Doublette sénior masculin   | Henri Lacroix et Dylan Rocher                           | Christophe Sarrio et Fabrice Uytterhoeven                       |
| Tête à tête sénior masculin | Henri Lacroix                                           | Dylan Rocher                                                    |
| Triplette sénior féminin    | Muriel Scuderi, Léa Escoda et Fabienne Chapus           | Marie-Luce Stavelot-Jeanson, Salomé Passeron et Audrey Lefeuvre |
| Doublette sénior féminin    | Sabrina Binda et Marianne Couzon                        | Elodie Esteve et Tina Valero                                    |
| Tête à tête sénior féminin  | Sandrine Herlem                                         | Daisy Frigara                                                   |
| Doublette sénior mixte      | Charlotte Darodes et Richard Feltain                    | Adeline Bedziechowski et Cyrille Laurent                        |
| Triplette junior            | Thomas Godard, Thibault Escolano et Delson Boulanger    | Dylan Nicol, Jacky Demestre et Maxime Richard                   |
| Triplette cadet             | Axel Belloy, Yanice Hrou et Enzo Laville                | Romain Guerbert, Nicolas Vacca et Mathéo Fernandez              |
| Triplette minime            | Dawson Mencarelli, Diego Ivanovitch et Jessy Belaval    | Julien Cartayrade, Nathan Moulières et Gauthier Lavabre         |
| Triplette vétéran           | Daniel Lochu, Bernard Bauchet et Guy Dumay              | Dominique Bizi, Fernando Germano et Bernard Fournet-Fayard      |